# Liber aureus Epternacensis

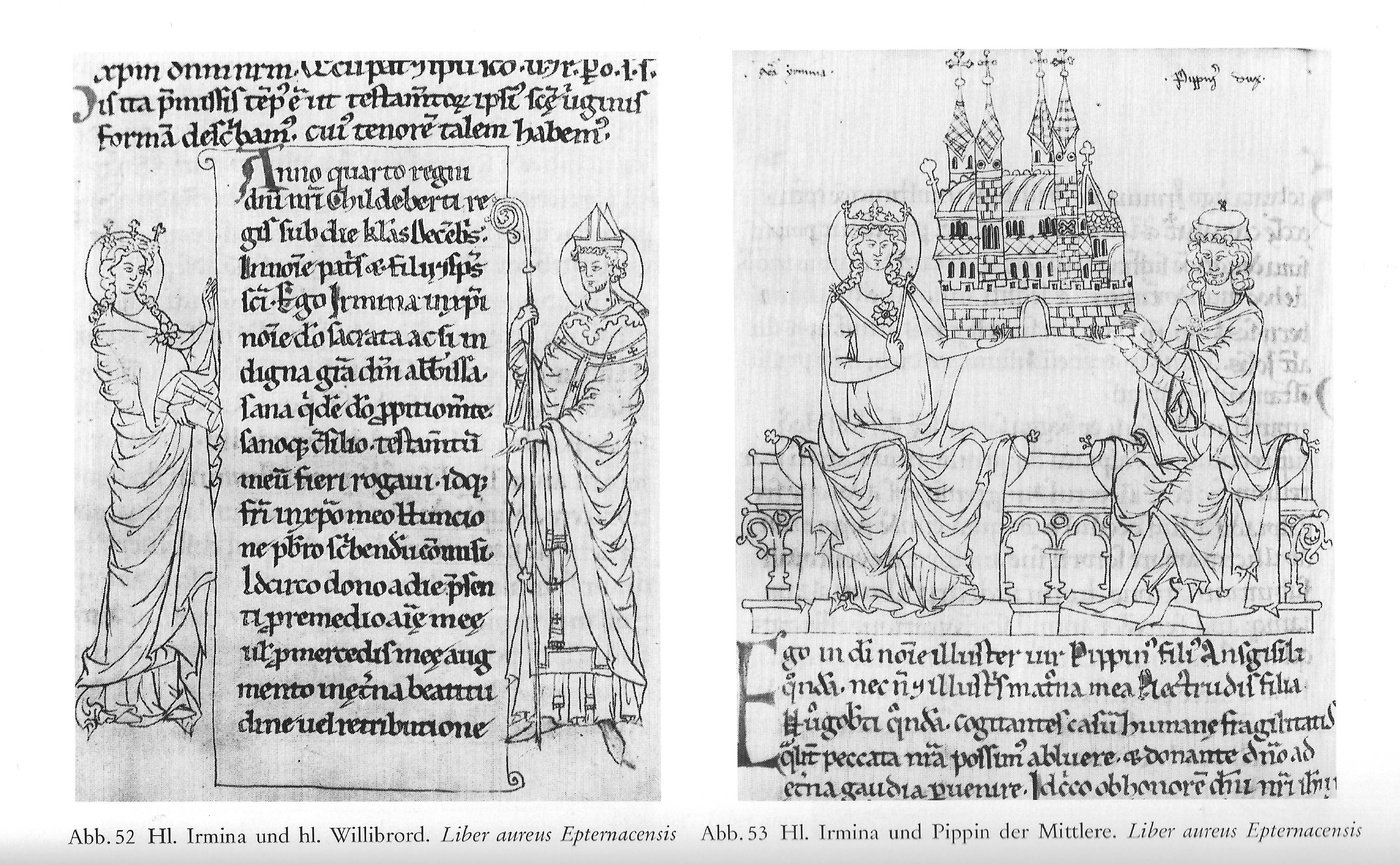
Illustraties uit de Vita Irminiae in het Liber Aureus Epternacensis

Het Liber Aureus Epternacensis of Gouden Boek van Echternach (niet te verwarren met de Codex  Aureus Epternacensis, dat de vier evangeliën bevat) is een document, in 1191 in de Abdij van Echternach geschreven, dat zich tegenwoordig in de Landsbibliotheek van Gotha bevindt. Het omvat de oudste geschreven documentatie met betrekking tot delen van het latere Noord-Brabant. Het Liber Aureus is geheel op vellum geschreven.
Het gaat terug tot een rond 1150 geschreven origineel van een zekere Theodoricus Scholasticus, en bevat afschriften van documenten die nog veel ouder zijn en terugvoeren tot omstreeks 700 na Christus, de tijd van de Pippiniden. 
Theodoricus Scholasticus (ook: Theodoric van Echternach) was een benedictijner monnik en hoofd van de kloosterschool van Echternach. Hij schreef het Liber Aureus onder abt Godfried van Echternach, in het kader van het schrijven van een wereldkroniek met de bedoeling om aan te tonen welke rechten de abdij in het verleden had verkregen. Dit wilde men voorleggen aan keizer Hendrik VI, die moest bemiddelen in een conflict tussen de abdij en de aartsbisschop Jan I van Trier.
Het Liber Aureus omvat twee delen, waarvan het tweede deel slechts gedeeltelijk voltooid is.
Naast de afschriften van oorkonden vindt men in het Liber Aureus ook geschiedkundige notities en de Vita Irminae (de levensbeschrijving van de heilige Irmina van Oeren), geschreven door abt Theofried van Echternach (1083-1110). 
Dankzij het Liber Aureus kon de abdij zich handhaven als een vrijstaat. Voor dit doel werd ook het Libellus de Libertate Epternacensi Propuguata geschreven.
Lodewijk van Sint-Eucharius, die van 1173-1181 abt van Echternach was, bracht Theodoricus in contact met de heilige Hildegard van Bingen en voltooide haar Liber Divinorum Operum, waaraan de proost van Ruppertsberg reeds begonnen was. Na Hildegards dood in 1179 schreef Theodoricus ook haar biografie.
In 1958 is het manuscript volledig gerestaureerd.

## Weblinks
- Gedigitaliseerde weergave in de Digitale Historische Bibliothek Erfurt/Gotha